# Тодоров, Тодор (самбист)
Тодор Тодоров (род. 29 января 1967) — болгарский самбист и дзюдоист, чемпион (2000, 2006), серебряный (2012, 2018) и бронзовый (2003, 2017) призёр чемпионатов Болгарии по дзюдо, чемпион Европы по самбо 1992 года, бронзовый призёр чемпионата мира по самбо 1992 года, бронзовый призёр соревнований Всемирных игр 1993 года по самбо. По самбо выступал в полутяжёлой (до 100 кг) и тяжёлой (свыше 100 кг) весовых категориях. Является профессиональным пилотом-парапланеристом и инструктором по парапланеризму. Работает тренером в спортклубе «Локомотив» (София). Участвует в международных соревнованиях по самбо и дзюдо среди ветеранов.

## Спортивные результаты
- Чемпионат Болгарии по дзюдо 2000 года — ;
- Чемпионат Болгарии по дзюдо 2003 года — ;
- Чемпионат Болгарии по дзюдо 2006 года — ;
- Чемпионат Болгарии по дзюдо 2012 года — ;
- Чемпионат Болгарии по дзюдо 2017 года — ;
- Чемпионат Болгарии по дзюдо 2018 года — ;